# Baronía de Montichelvo
La Baronía de Montichelvo es un título nobiliario español concedido en 1533 por el rey Carlos I por vínculo creado, previa facultad real a favor de Miguel Jerónimo Vives, señor de Vergel en el Reino de Valencia.
El Título fue rehabilitado en 1903 por el rey Alfonso XIII, a favor de Antonio Mercader y Tudela, VII marqués de Malferit, barón de Cheste al Campo.
Su denominación hace referencia al municipio de Montichelvo en la provincia de Valencia.

## Nota
El título "Barone di Montichelvo" es también un título nobiliario italiano creado por la familia Paternò Castello (Libro d'Oro della Nobilita Italiana, Edizione XXI, vol XXIV, 1995-1999, Roma, Collegio Araldico, Instituto Araldico Romano).

## Barones de la Montichelvo
|                                 | Titular                       | Periodo               |
| Creación por Carlos I           | Creación por Carlos I         | Creación por Carlos I |
| ------------------------------- | ----------------------------- | --------------------- |
| I                               | Miguel Jerónimo Vives         | 1533-                 |
| Rehabilitación por Alfonso XIII |                               |                       |
| IX                              | Antonio Mercader y Tudela     | 1903-1934             |
| X                               | Matilde de Mercader y Vallier | 1951-                 |
| XI                              | Rafael Garrigues y Mercader   | 1981-2013             |
| XII                             | Marta Garrigues y Mercader    | 2013-2022             |
| XIII                            | Álvaro Goig Garrigues         | 2022-actual titular   |

## Historia de los Barones de Montichelvo
- Miguel Jerónimo Vives, I barón de Montichelvo. Le sucedió:

Rehabilitación en 1903 por:
- Antonio Mercader y Tudela (1861-1934), IX barón de Montichelvo, VII marqués de Malferit, VII barón de Cheste al Campo, gentilhombre grande de España con ejercicio y servidumbre del rey Alfonso XIII.

Casó con Dolores Vallier y García-Alessón. Sucedió su hija:
- Matilde de Mercader y Vallier (1895-1976), X baronesa de Montichelvo.

Casó con Luis Pascual Molina y Gómez. Le sucedió de la hija de su hermano Pascual, María Luisa Mercader y Sánchez-Domenech (1932-1997), IX marquesa de Malferit, IV marquesa de la Vega de Valencia que había casado con Rafael Garrigues y Trenor, el hijo de éstos, por tanto su sobrino nieto:
- Rafael Garrigues y Mercader (n. en 1956), XI barón de Montichelvo, X marqués de Malferit, V marqués de la Vega de Valencia, IX barón de Cheste al Campo (por suceder a su tía abuela María de los Dolores). Le sucedió su hermana:

- Marta Garrigues y Mercader (n. en 1959), XII baronesa de Montichelvo, XIII marquesa de Malferit, VI marquesa de la Vega de Valencia, X Baronesa de Cheste al Campo.

Casó con Severiano Goig Escudero. Sucedió su hijo, por distribución:
- Álvaro Goig Garrigues, XIII barón de Montichelvo.[1]